# Ровчак, Григорий Максимович
Григорий Максимович Ровчак (1911, село Богоявленка, Мариупольский уезд, Екатеринославская губерния — неизвестно, село Богоявленка, Марьинский район, Донецкая область, Украинская ССР) — бригадир тракторной бригады Богоявленской МТС Марьинского района Сталинской области, Украинская ССР. Герой Социалистического Труда (1950).

## Биография
Родился в 1911 году в крестьянской семье в селе Богоявленка Екатеринославской губернии. С раннего возраста трудился в сельском хозяйстве. После окончания курсов механизации трудился трактористом в одном из сельских предприятий. После освобождения Донбасса осенью 1943 года от оккупации восстанавливал разрушенное сельское хозяйство, затем трудился трактористом в Богоявленской МТС Марьинского раойна с центральной усадьбой в его родном селе Богоявленка. Позднее был назначен бригадиром трактористов.
В 1949 году его бригада собрала в колхозе «Красный колос» в среднем с каждого гектара по 23,4 центнера пшеницы с площади 252,7 гектаров. Указом Президиума Верховного Совета СССР от 4 августа 1950 года удостоен звания Героя Социалистического Труда за «получение высоких урожаев пшеницы в 1949 году году» с вручением ордена Ленина и золотой медали «Серп и Молот».
После расформирования Богоявленской МТС в 1958 году трудился в местном колхозе «Красный колос».
После выхода на пенсию проживал в родном селе Богоявленка. С 1971 года — персональный пенсионер союзного значения. Дата смерти не установлена.